# ワイド信州
『ワイド信州』（ワイドしんしゅう）は、1971年10月4日から1982年3月31日まで長野放送で放送されていたローカルワイド番組。
長野放送は開局時から『テレビジョッキー・奥さま4時です』や『200万人の広場 チャンネルU』といったローカル番組の製作に取り組んでいたが、この2番組の製作で培ったノウハウを生かし、当時唯一のライバル局だった信越放送も作らなかったローカルワイド番組をスタートさせた。それがこの『ワイド信州』である。
番組は主婦向けのコーナー、視聴者参加型コーナー、インフォメーションコーナーによって構成されていた。この番組は長野放送の技術革新に多大な貢献をしており、カラー中継車による初中継（1973年4月2日、長野市善光寺雲上殿の桜中継）、ENGシステムによる番組制作（1977年）、長野本社と松本支社を結んでの二元生放送（1980年）と、年を重ねるごとにグレードアップしていった。
番組は1982年3月31日に同タイトルでの放送を終了し、同年4月1日に『NBSリビングナウフレッシュ11』と題してリニューアルした。